# Parshin-Vermutung
Die Parshin-Vermutung (oder Beilinson-Parshin-Vermutung) ist in den mathematischen Teilgebieten der algebraischen Geometrie und algebraischen K-Theorie die Vermutung, dass die höheren algebraischen K-Gruppen einer glatten projektiven Varietät bis auf Torsion verschwinden. Benannt ist die Vermutung nach den russischen Mathematikern Aleksei Nikolaevich Parshin und Alexander Beilinson.

## Formulierung
Für eine glatte projektive Varietät {\displaystyle X} besagt die Parshin-Vermutung, dass:
{\displaystyle \operatorname {K} _{n}(X)\otimes \mathbb {Q} =0}
für alle {\displaystyle n\geq 1}.

## Gültigkeit
- Für {\displaystyle \dim(X)=0} gilt die Parshin-Vermutung nach der Berechnung der K-Gruppen endlicher Körper durch Daniel Quillen aus dem Jahr 1972.[2]
- Für {\displaystyle \dim(X)=1} gilt die Parshin-Vermutung nach einen Resultat von Günter Harder aus dem Jahr 1977.[3] Durch das zusätzliche Resultat, dass in diesem Fall die Bass-Vermutung ebenfalls wahr ist, sind die K-Gruppen sogar endlich.[4]